# Slöjdforum
Slöjdforum är en tidskrift som innehåller artiklar om slöjd, hantverk, design och mode.
Tidskriften ägs av Lärarförbundet. Chefredaktör är Annika Dzedina.